# Медаль «Отважный боец»
Медаль «Отважный боец» (азерб. "Cəsur döyüşçü" medalı) — медаль Азербайджанской Республики.

## История
20 ноября 2020 года на пленарном заседании Милли Меджлиса Азербайджана был вынесен на обсуждение законопроект о внесении поправок в закон «Об учреждении орденов и медалей Азербайджанской Республики».
Медаль «Отважный боец» была учреждена в этот же день в первом же чтении согласно законопроекту об учреждении орденов и медалей по случаю победы Азербайджана в «Отечественной войне», как в Азербайджане официально был именован вооружённый конфликт в Нагорном Карабахе осени 2020 года.
В законопроекте слова «Медаль Отважный боец» были добавлены после слов «Медаль За отвагу» в статье 2 п. 1.2.
Законом Азербайджанской Республики от 26 ноября 2020 года было утверждено описание медали «Отважный боец» Азербайджанской Республики.

## Награждения
18 декабря 2020 года президент Азербайджана Ильхам Алиев подписал распоряжение о награждении 5449 военнослужащих, «успешно выполнивших боевые задачи при освобождении территорий Азербайджанской Республики, отличившихся в поддержании боеспособности войск посредством уничтожения основных групп и техники противника», медалью «За отличие в бою».